# Masacre de Maspero
Se denomina Masacre de Maspero a la represión violenta realizado en El Cairo por fuerzas de seguridad de Egipto los días 9 y 10 de octubre de 2011 contra los manifestantes que protestaban por la actitud del gobierno respecto del ataque ocurrido la semana anterior contra una iglesia copta de la provincia de Aswan, que los manifestantes atribuían a extremistas musulmanes. La represión, considerada el peor hecho de violencia ocurrido en el país desde la caída del presidente Hosni Mubarak ocasionó no menos de 212 heridos entre civiles y fuerzas de seguridad y 24 civiles muertos, incluidos entre estos últimos el reportero de la estación copta de televisión y el bloguero y activista Mina Daniel o Danial. 

## Desarrollo
La tensión política se venía incrementando en los meses anteriores a este incidente entre el comité militar que gobernaba Egipto y la población copta –que es el 10% del total- que le imputaba tolerancia hacia los grupos musulmanes anticristianos y está preocupada por la muestra de una creciendte fortaleza de los islamistas ultraconservadores. En marzo de 2011 habían muerto 13 personas en los choques en la Plaza Tahir entre islamitas y coptos y en mayo los ataques a iglesias cristianas habían ocasionado 12 muertos.
La ciudadanía egipcia había sido convocada a los comicios del 28 de noviembre, los primeros después de la caída del presidente Mubarak, y los cristianos aducían estar legalmente discriminados ya que se requiere permiso oficial para construir iglesias cristianas y el Estado reconoce las conversiones de cristianos al islam pero no a la inversa.
Miles de manifestantes –mayoritariamente cristianos- iniciaron la marcha desde el barrio Shubra en el norte de El Cairo dirigiéndose hacia el edificio de la emisora estatal de televisión ubicado en el barrio de Maspero, frente a la cual pensaban hacer una sentada. Peticionaban que fuera removido el gobernador de la provincia de Aswan, que renunciara el presidente del Consejo Supremo de las Fuerzas Armadas mariscal de campo Mohamed Hussein Tantawi y acusaban a esa emisora de incentivar la agitación anticristiana. La represión impidió que los manifestantes hicieran la sentada prevista y los obligó a dispersarse hacia la plaza de la Liberación o plaza Tahrir Revolución; la zona estaba cubierta por gas lacrimógeno mezclado con el humo proveniente de los vehículos militares incendiados y algunos manifestantes dijeron haber oído disparos de armas de fuego. La televisión mostró los choques entre los antagonistas así como vehículos ardiendo fuera de la estación estatal de televisión.
Los manifestantes dijeron posteriormente que antes de ser reprimidos por las fuerzas de seguidad habían sido atacados por civiles no identificados. Hubo según la información oficial no menos de 212 heridos -otras fuentes elevan la cifra a 300- entre civiles y fuerzas de seguridad y 24 civiles muertos, incluidos entre estos últimos el reportero de la estación copta de televisión y el bloguero y activista Mina Daniel o Danial.